# Скіту-Делень
Скіту-Делень, Скіту-Делені (рум. Schitu Deleni) — село у повіті Олт в Румунії. Входить до складу комуни Теслуй.
Село розташоване на відстані 140 км на захід від Бухареста, 16 км на північ від Слатіни, 50 км на північний схід від Крайови.

## Населення
За даними перепису населення 2002 року у селі проживали 195 осіб, усі — румуни. Усі жителі села рідною мовою назвали румунську.